# Баб-эль-Йаман
Баб-эль-Йаман (араб. باب اليمن‎), рус. «ворота Йемена») — главные ворота старой укрепленной стены Саны, на южной оконечности обнесённого стеной города. Построены в XVII веке турками. Сегодня они являются самыми богато украшенными воротами Старого города Саны. Путники, ехавшие на юг к Мабару и Дамару, отправлялись от этих ворот.
Когда человек входит в ворота, он быстро замечает великолепную йеменскую архитектуру, высокие дома из обожжённого самана, покрытые водонепроницаемым кададом и украшенные известковой штукатуркой. Старый город Сана внесён в список Всемирного наследия ЮНЕСКО благодаря своим уникальным архитектурным особенностям, наиболее ярко выраженным в его многоэтажных зданиях, украшенных геометрическими узорами.

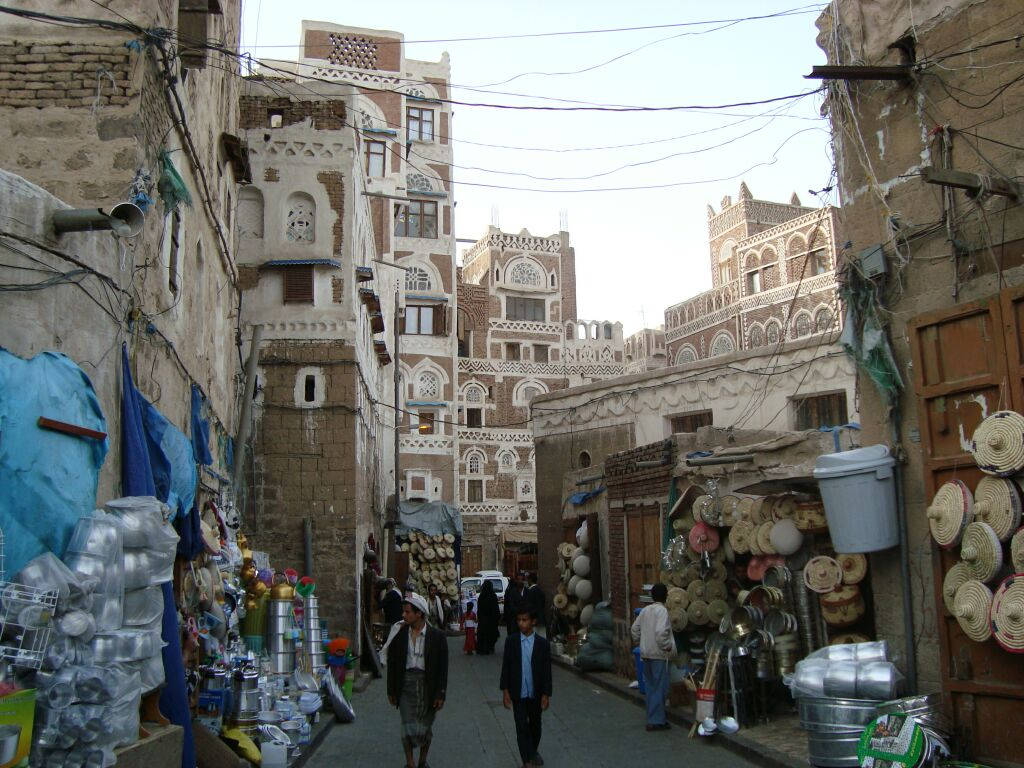
Рынок перед воротами